# 分語法
分語法（ぶんごほう、または分置、合成語分割、古代ギリシア語：τμῆσις, tmēsis,「分離」）とは、元々は動詞の構造を分解すること。
おそらくホメロスより前の時代には文法的に可能だったのかも知れないが、ホメロスの時代には既に修辞技法になっていて、韻律のために使われていた。
- ἐξερῶ, exerō → ἐκ τοι ἐρέω, ek toi ereō - ホメロス

ここでは動詞が語幹と接頭辞に分置されている。
さらに、語を（語幹と接頭辞あるいは接尾辞に）分割して、その間に別の語あるいは文の要素を挿入するという意味もある。
- Wohin willst Du? → Wo willst Du hin?（どこへ行きたいですか） - ドイツ語の例